# Ursula Schulte

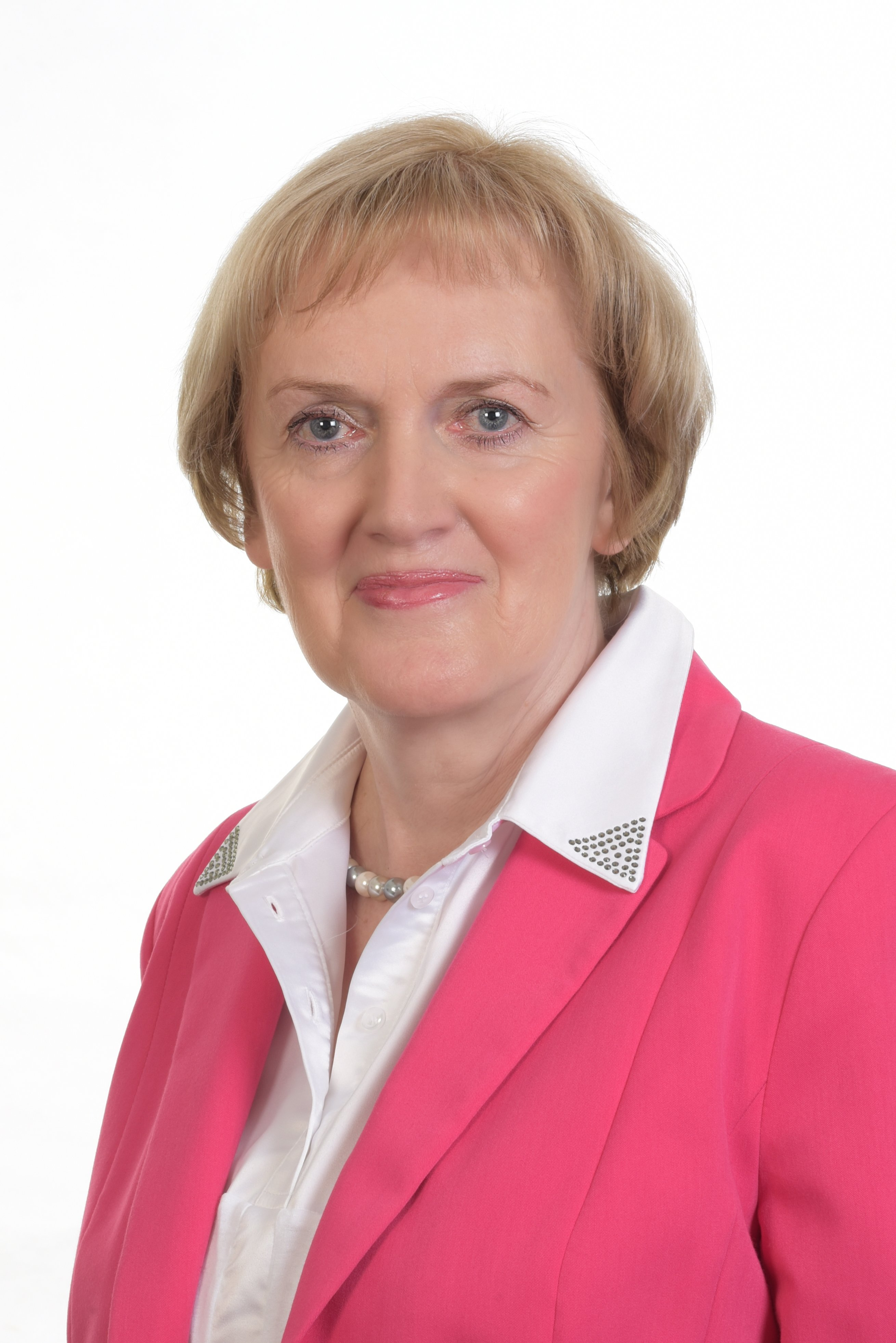
Ursula Schulte (2016)

Ursula Schulte (* 9. August 1952 in Alstätte) ist eine deutsche gewählte Abgeordnete im Deutschen Bundestag (SPD). Bei der Bundestagswahl 2013 zog sie erstmals über die Landesliste NRW in den Bundestag ein. Sie ist Mitglied im Ausschuss für Ernährung und Landwirtschaft sowie im Ausschuss für Familie, Senioren, Frauen, Jugend.

## Leben
Nach dem Schulbesuch war Ursula Schulte im Einzelhandel und anschließend als Hausfrau tätig. Neben der Kindererziehung und der Pflege der Eltern engagierte sich Ursula Schulte ehrenamtlich in der Kommunalpolitik.
Schulte ist verheiratet und Mutter zweier Kinder. Sie ist römisch-katholischer Konfession.

## Politik
Ursula Schulte trat 1980 in die SPD ein und gehörte von 1984 bis 2004 dem Rat der Stadt Vreden an. Von 1989 bis 2014 war sie Mitglied des Kreistages Borken. In der Zeit 2004 bis Oktober 2013 führte sie die SPD-Fraktion im Kreistag Borken als Vorsitzende an. Seit 2012 ist Ursula Schulte Mitglied des Regionalvorstandes der SPD Westliches Westfalen. 2013 zog sie über die NRW-Landesliste in den Deutschen Bundestag ein. Dort ist sie Mitglied im Ausschuss Ernährung und Landwirtschaft sowie im Ausschuss für Familie, Senioren, Frauen, Jugend. Im Juli 2020 kündigte sie an, bei der Wahl zum 20. Deutschen Bundestag nicht erneut kandidieren zu wollen.

## Positionen
Bei ihrem Einzug in den Bundestag prägte sie den Satz, dass auch die Lebenswelten der "kleinen Leute" in die Parlamente gehören. "Das Parlament soll ja die Bevölkerung widerspiegeln. Unsere Lebenswelt gehört da rein, nicht nur die von Juristen oder Leuten aus dem Öffentlichen Dienst."
Ursula Schulte fordert, dass landwirtschaftliche Familienbetriebe mit ihrer Arbeit genug Einkommen erwirtschaften müssen, um davon leben zu können. „Es kann doch nicht sein, dass zum Beispiel ein Liter Milch weniger als ein Liter Cola kostet.“ Sie befürwortet eine wachsende regionale Wertschöpfung: „Weg von der Massenware, hin zu mehr Qualität“.
Schulte begrüßt die Entscheidung des Bundestages, die Ehe für gleichgeschlechtliche Paare zu öffnen: „Eine Ehe basiert auf dem Versprechen von zwei Menschen füreinander einzustehen. [...] Ich bin als Katholikin fest davon überzeugt, dass Gott alle Menschen bedingungslos liebt. Vor Gott sind alle Menschen gleich. Auch vor diesem Hintergrund ist die Ehe für alle die richtige Entscheidung“.

## Ehrenamt
Ursula Schulte ist Mitglied in der Katholischen Frauengemeinschaft, der Arbeiterwohlfahrt, Gründungsmitglied des Kreisflüchtlingsrates in Borken, Mitglied im Heimatverein Vreden-Lünten und Mitglied im Sportverein FC Vreden 52 e.V.